# Залізничний транспорт Удмуртії
Удмуртія — одна з республік в складі Російської Федерації, яка має розгалужену мережу залізниць. Всі залізниці республіки відносяться до двох залізничних підприємств — Горьківської та Свердловської залізниць.

## Горьківська залізниця

### Іжевське відділення

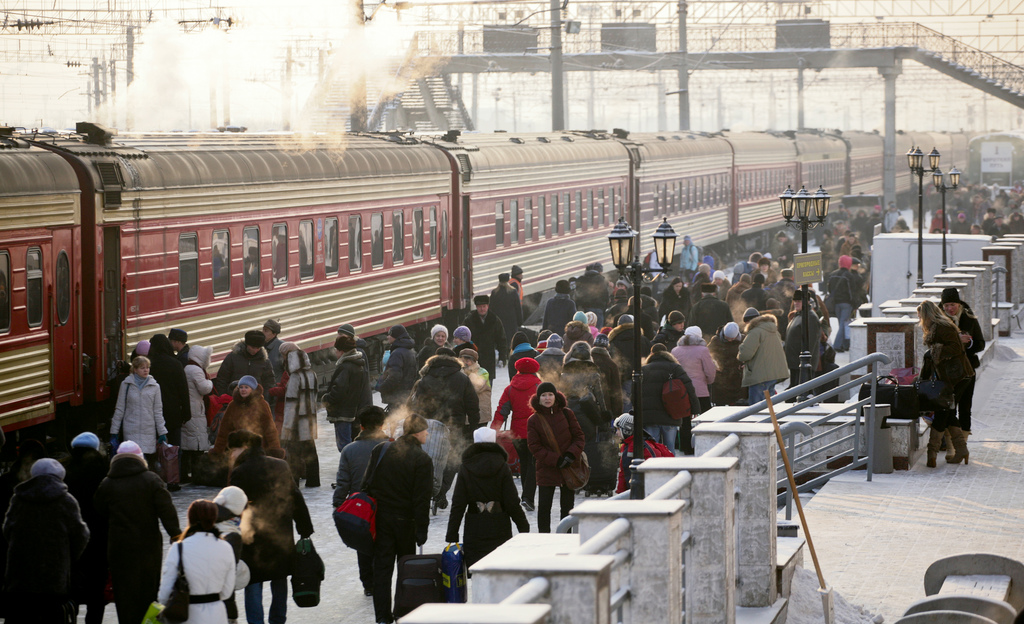
Станція Іжевськ

Залізниця Агриз-Балезино:
- Зілай — село Зілай
- Андрейшур — село Андрейшур
- Люк — село Люк
- Меньїл — село Меніл
- Ігра — смт Ігра
- Куш'я — село Куш'я
- Лоза — село Лоза
- Линга — село Линга (закрита)
- Пастухово — село Нове Пастухово
- Кекоран — за 3 км від села Кекоран
- Чур — село Чур
- Угловий — село Углова
- Пестовка — село Пестовка (закрита)
- Люкшудья — село Люкшудья
- Воложка — місто Іжевськ (закрита)
- Заводська — місто Іжевськ
- Іжевськ — місто Іжевськ
- Лудзя — Старий Бор (закрита)
- 17 км — за 1 км від села Юськи (закрита)
- Юски — село Пугачово

Залізниця Агриз-Бугульма:
- Алнаші — село Станція Алнаші

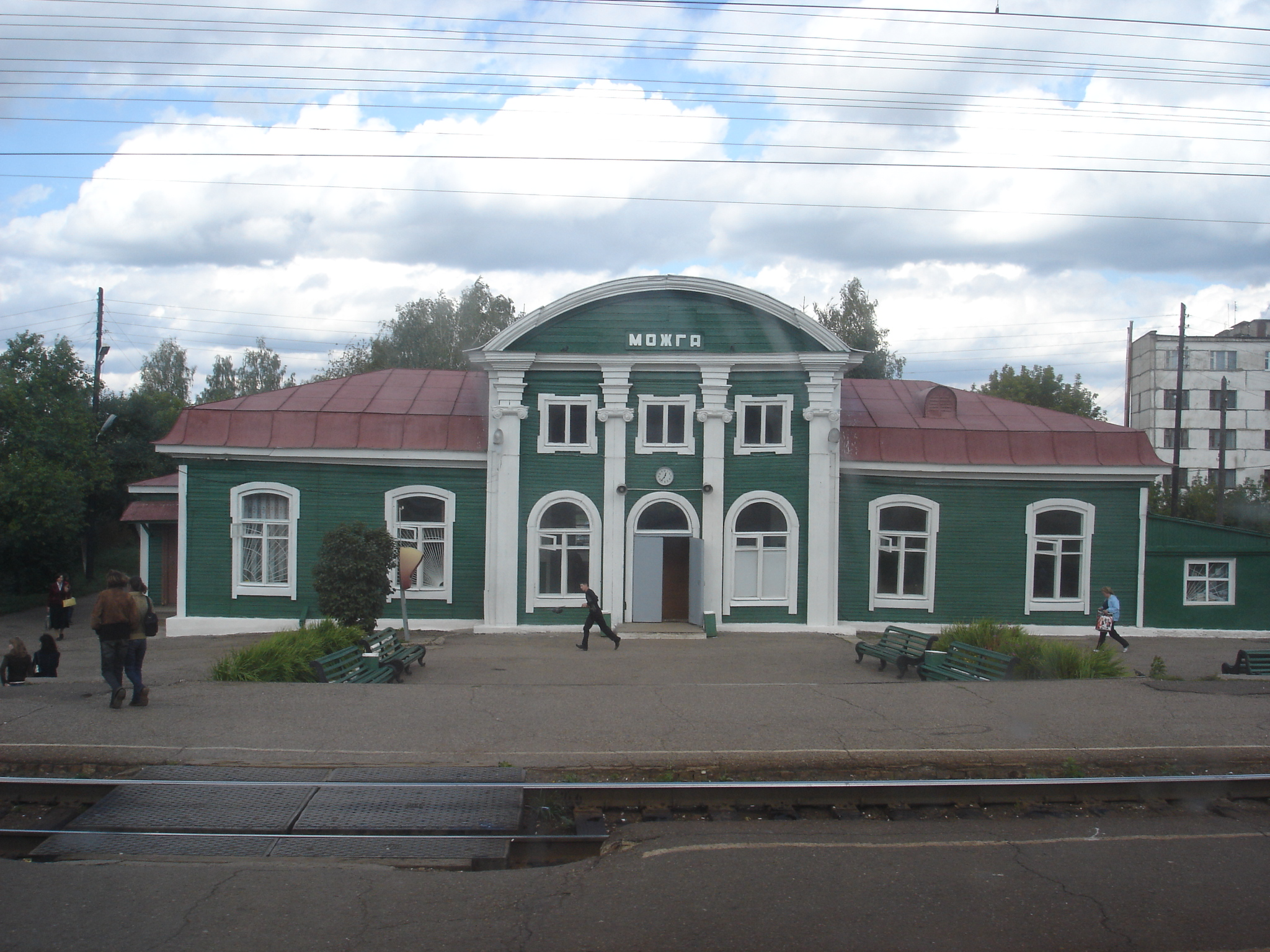
Станція Можга

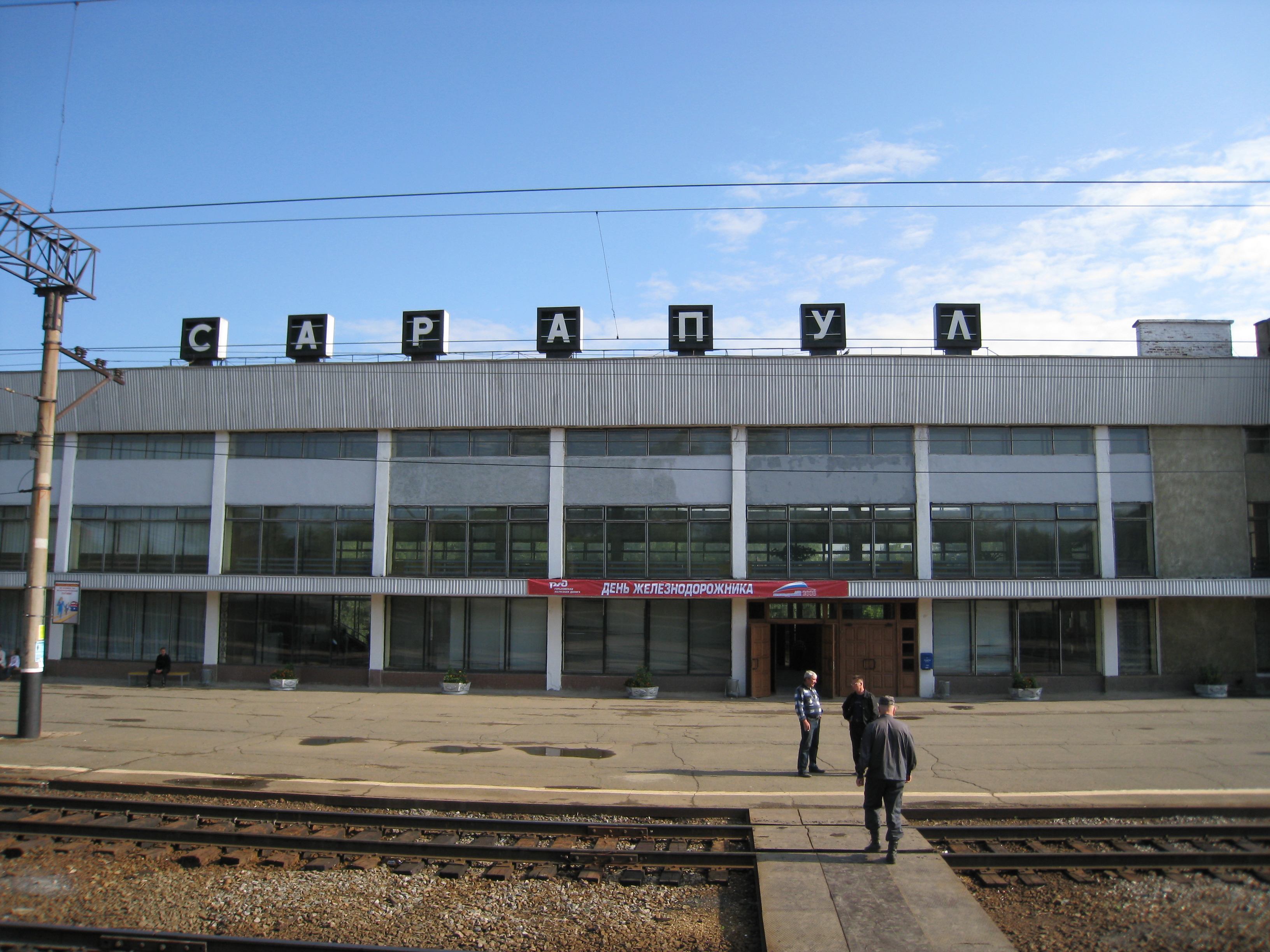
Станція Сарапул

Транссибірська магістраль (південний напрямок, ділянка Казань-Єкатеринбург):
- Кочетло — за 4 км від села Кочетло (закрита)
- Кізнер — селище Кізнер
- Ягул — село Ягул (закрита)
- Саркуз — село Станція Саркуз
- Мултан — село Мултан (закрита)
- Люга — село Люга
- Сюгаїл — село Сюгаїл (закрита)
- Можга — місто Можга
- Чумойтло — село Чумойтло (закрита)
- Пичас — село Пичас
- 1050 км — за 1 км від села Петухово (закрита)
- Карамбай — село Карамбай
- Уром — село Уром
- Гожня — село Гожня (закрита)
- територія Татарстану (місто Агриз)
- Усп'ян — село Яган (закрита)
- Кечево — село Кечево
- Сундуково — село Сундуково (закрита)
- Бугриш — село Нижній Бугриш
- Уральський — село Уральський (закрита)
- Шевирялово — за 2 км від села Шевирялово (закрита)
- Сарапул — місто Сарапул
- Армязь — село Армязь
- Шолья — село Шолья
- Кама — село Кама
- Камбарка — місто Камбарка

Сайгатківська гілка:
- 6 км — за 2 км від села Нижній Армязь (закрита)
- 12 км — за 6 км від села Єршовка (закрита)
- Ужуїха — село Ужуїха
- 27 км — за 6 км від села Марково (Пермський край) (закрита)

Воткінська гілка:
- Позим — місто Іжевськ
- 45 км — місто Іжевськ
- Торф'янка — місто Іжевськ
- Старки (відгалуження) — місто Іжевськ (закрита)
- Вожой — село Вожой
- 58 км — за 1 км від села Гольянський
- 61 км — за 2 км від села Тихий Ключ
- Іюль — село Іюльське
- Хорохори — село Хорохори
- Болгури — село Болгури
- 78 км — за 2 км від села Сосновка
- Построєчна (відгалуження) — смт Новий (закрита)
- Кварса — село Кварса
- Метляки (відгалуження) — за 1 км від села Метляки (закрита)
- Южна — місто Воткінськ
- Воткінськ — місто Воткінськ

Кільмезька гілка
- Сентег — село Сентег (закрита)
- Кіяїк — село Кіяїк (закрита)
- Азіно — село Азіно
- Обласна — село Обласна
- Квака — село Квака (закрита)
- Каркалай — село Каркалай
- Ува II — село Подмой
- Ува — смт Ува
- Торф'яниця — село Рябово
- 92 км — село Ольховка (закрита)
- Вавож — село Станція Вавож
- Кокмож — село Какмож
- Інга — село Інга
- Гуляєво — село Гуляєвська Площадка (закрита)
- Піжил — село Піжил (закрита)
- Сюрек — село Станція Сюрек
- 142 км — село Полянка (закрита)
- Кільмезь — село Кільмезь

### Кіровське відділення

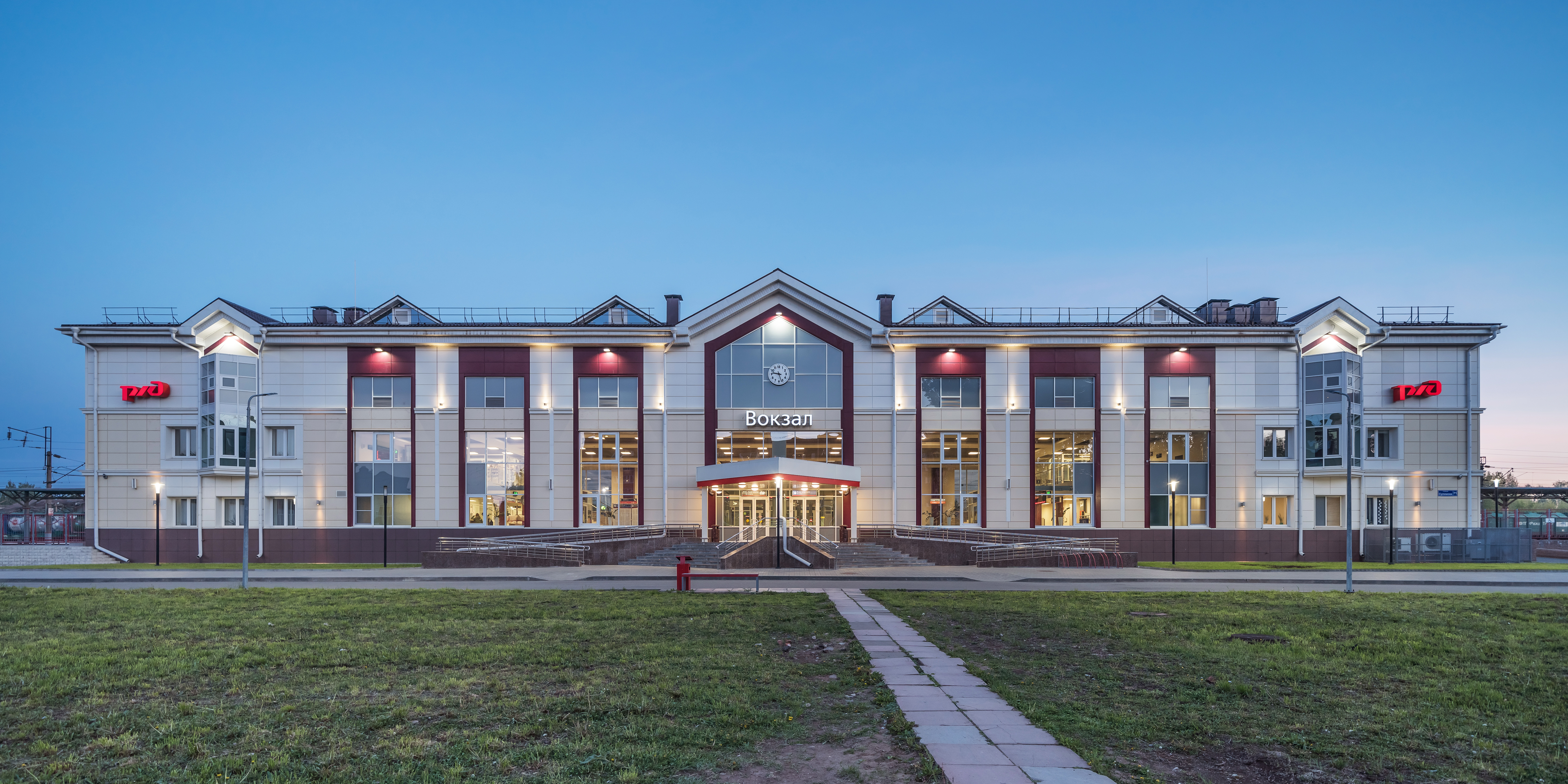
Станція Глазов

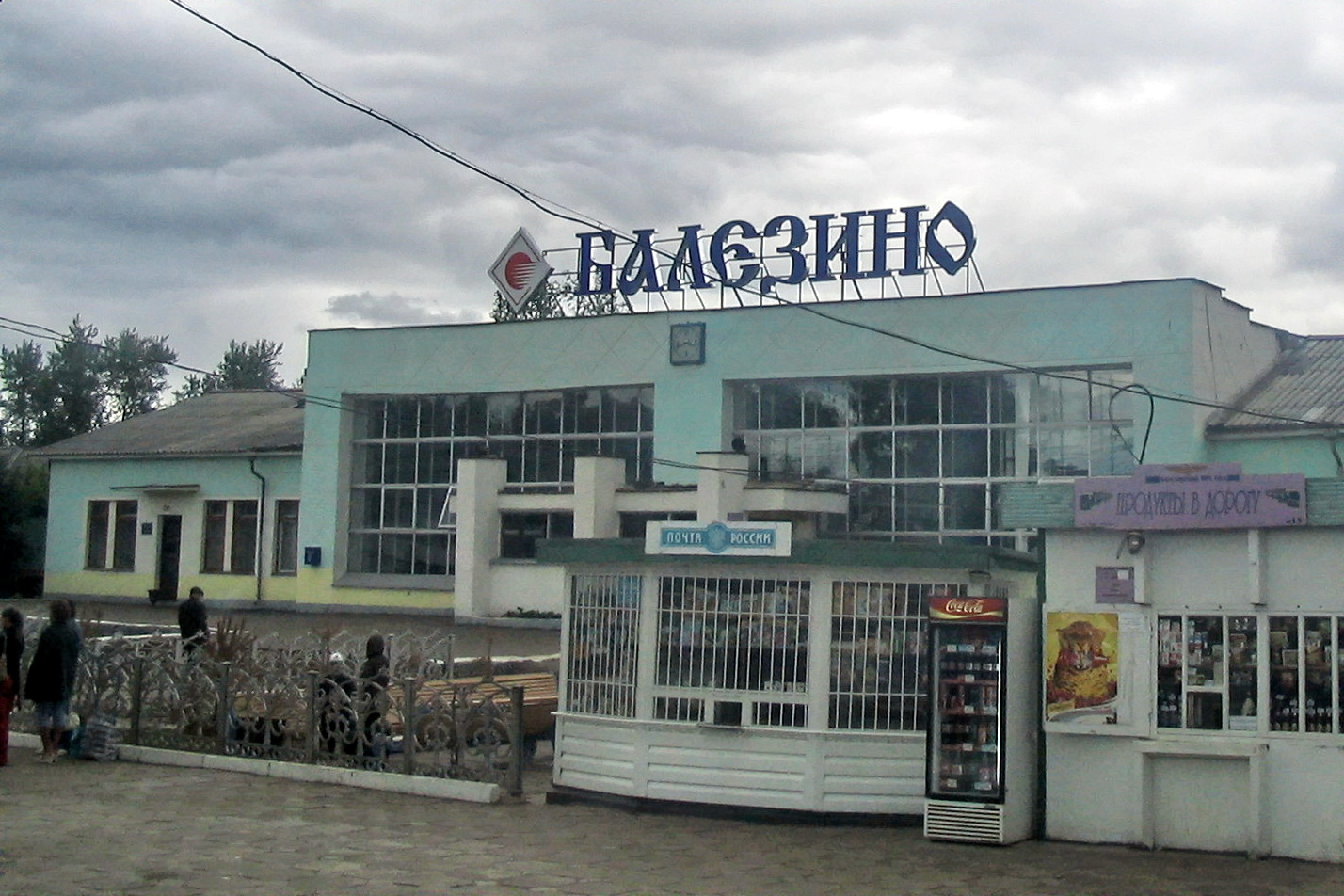
Станція Балезіно

Транссибірська магістраль (північний напрямок, ділянка Кіров-Перм):
- Сада — за 1 км від села Сада (закрита)
- Бачумово — за 2 км від села Бачумово (закрита)
- Яр — смт Яр
- Дизьміно — село Дизьміно (закрита)
- Балишур — за 3 км від села Мосеєво (закрита)
- Кожиль — село Станція Кожиль
- Убить — за 2 км від села Нижня Убить (закрита)
- Глазов — місто Глазов
- Безум — за 1 км від села Октябрський (закрита)
- Туктим — за 3 км від села Омутниця
- Балезино — смт Балезино
- Діньшур — село Діньшур (закрита)
- Шур — село Станція Шур
- Пібаньшур — село Пібаньшур

Світлополянська гілка:
- Пудем — село Пудем (закрита)
- Пудемський — за 1 км від села Лековай (закрита)
- 23 км — за 2 км від села Велике Малагово (закрита)
- Перелом — за 1 км від села Перелом (закрита)

## Свердловська залізниця

### Пермське відділення
Транссибірська магістраль (північний напрямок, ділянка Кіров-Перм):
- 1217 км — село Руський Пібаньшур (закрита)
- Чепца — село Чепца
- Пушмезі — село Пужмезь (закрита)
- Сегедур — за 1 км від села Верх-Сига (закрита)
- Ключевське — за 1 км від села Ключевське (закрита)
- Кез — селище Кез
- Лип — за 2 км від села Каракуліно (закрита)
- Кабалуд — село Кабалуд
- Філинці — за 3 км від села Філинці (закрита)
- Кузьма — село Кузьма

Примітка: різним шрифтом вказано — курсивом платформи, нормальним станції